# Золь-гель переход
Золь-гель переход (англ. sol gel transition) — процесс превращения золя в гель, протекающий при увеличении концентрации частиц дисперсной фазы в золе или под влиянием иных внешних воздействий (охлаждение, изменение pH, ионной силы раствора).

## Описание
Размер частиц дисперсной фазы в стабильном высокодисперсном коллоидном растворе — золе — составляет 10−9−10−6 м. Увеличение концентрации дисперсной фазы приводит к появлению коагуляционных контактов между частицами и началу структурирования — гелеобразования. Коагуляционные структуры характеризуются низкой прочностью, определяемой ван-дер-ваальсовыми силами, при этом взаимодействие частиц осуществляется через равновесную по толщине прослойку дисперсионной среды. Для так называемых коагуляционных структур дальнего взаимодействия сила взаимодействия частиц составляет 10−11−10−10 Н/контакт, а расстояние между ними — 10−8−10−7 м. Такие структуры характеризуются полным самопроизвольным восстановлением после механического разрушения. Дальнейшее повышение объемной концентрации дисперсной фазы приводит к постепенному исчезновению способности к восстановлению исходной структуры, а по мере снижения содержания дисперсионной среды теряются также эластичные и пластические свойства. При фиксации частиц в структуре, соответствующей ближней коагуляции, прочность коагуляционных контактов возрастает до 10−9−10−8, а расстояние между частицами снижается до 10−9 м. На этой стадии могут возникнуть и атомные (точечные) контакты, характеризующиеся прочностью 10−8−10−6 Н/контакт. Для повышения стабильности структур, регулирования реологических свойств и управления процессами структурообразования на прочность контактов воздействуют путём модификации поверхности частиц добавками ПАВ или путём создания в растворе пространственной структуры высокомолекулярного органического полимера.

### Стимулированный замораживанием золь-гель переход
Частным случаем золь-гель перехода является переход при охлаждении золя ниже температуры кристаллизации растворителя.
При образовании кристаллов растворителя оставшаяся жидкость вытесняется в пространство между ними с одновременным повышением концентрации золя, которое стимулирует его переход в гелеобразное состояние.